# جیمی براون (تنیس‌باز)
 جیمی براون (انگلیسی: Jimmy Brown؛ زاده ۲۸ آوریل ۱۹۶۵) یک تنیس‌باز اهل ایالات متحده آمریکا است. 